# Amar Singh Mangat
Amar Singh Mangat (* 26. April 1935 in Naro Moru; † 28. September 2022 in Calgary, Kanada) war ein kenianischer Hockeyspieler.
Amar Singh Mangat nahm mit der kenianischen Hockeynationalmannschaft an den Olympischen Spielen 1964 in Tokio teil. Die Mannschaft belegte im Endklassement den sechsten Platz.
Mangat war lebenslanges Mitglied im Sikh Union Club in Nairobi. Er emigrierte im Juli 1969 nach Kanada und wurde 1976 Schiedsrichter.